# USS Housatonic (1861)
Lo USS Housatonic era una sloop-of-war della United States Navy.  La nave prese il nome dall'  Housatonic (fiume) in New England, fu varata il 20 novembre 1861 presso la Boston Navy yard e fu posta in servizio attivo a partire dal 29 agosto 1862 al comando del capitano William Rogers Taylor.
L'11 settembre dello stesso anno lo Housatonic salpò dal porto di Boston per giungere a Charleston in Carolina del Sud il 19 settembre, dove prese parte al blocco navale dei porti degli stati del sud nel corso della guerra di secessione americana. Nel corso del blocco navale il 17 febbraio 1864  lo Housatonic, posto a vigilanza del porto, in modo che nessuna nave potesse entrarne o uscirne, fu affondato dal sommergibile CSS Hunley con una carica esplosiva. Tale evento entrò nella storia per essere stato il primo affondamento di una unità di superficie effettuato da un sommergibile.